# Westelijke dwergeekhoorn
De westelijke dwergeekhoorn (Microsciurus mimulus) is een zoogdier uit de familie van de eekhoorns (Sciuridae).

## Kenmerken
De westelijke dwergeekhoorn heeft een lichaamslengte van 13.5 tot 15 cm, een staartlengte van 9.5 tot 11.5 cm en een gewicht van ongeveer 120 gram.

## Leefwijze
Deze eekhoorn is dagactief en leeft solitair of in paartjes. De westelijke dwergeekhoorn foerageert op de bosbodem en in de bomen en voedt zich met fruit, noten en insecten.

## Verspreiding en leefgebied
Deze soort leeft in regenwouden in westelijk Panama, westelijk Colombia en noordwestelijk Ecuador. In Panama komt de westelijke dwergeekhoorn voor van 800 tot 1600 meter hoogte, maar in Zuid-Amerika meer in laaglandgebieden.